# Поповецкий сельский совет (Кременецкий район)
Поповецкий сельский совет (укр. Попівецька сільська рада) — входит в состав
Кременецкого района
Тернопольской области
Украины.
Административный центр сельского совета находится в 
с. Поповцы.

## Населённые пункты совета
- с. Поповцы
- с. Весёлая
- с. Новый Кокорев
- с. Старый Кокорев